# Välidağ
Välidağ är ett berg i Azerbajdzjan.   Det ligger i distriktet Nachitjevan, i den västra delen av landet, 400 km väster om huvudstaden Baku. Toppen på Välidağ är 1 242 meter över havet, eller 314 meter över den omgivande terrängen. Bredden vid basen är 5,1 km.
Terrängen runt Välidağ är kuperad åt nordost, men åt sydväst är den platt. Närmaste större samhälle är Dyudengya, 11,1 km sydost om Välidağ.
Trakten runt Välidağ består till största delen av jordbruksmark. Runt Välidağ är det ganska tätbefolkat, med 90 invånare per kvadratkilometer.